# La Labor, Veracruz
La Labor är en ort i Mexiko.   Den ligger i kommunen Tamiahua och delstaten Veracruz, i den sydöstra delen av landet, 260 km nordost om huvudstaden Mexico City. La Labor ligger 102 meter över havet och antalet invånare är 124.
Terrängen runt La Labor är lite kuperad. Runt La Labor är det ganska glesbefolkat, med 36 invånare per kvadratkilometer. Närmaste större samhälle är Naranjos, 8,9 km nordväst om La Labor. Trakten runt La Labor består till största delen av jordbruksmark.